# Amund Grøndahl Jansen
Pour les articles homonymes, voir Grøndahl et Jansen.
Amund Grøndahl Jansen, né le 11 février 1994 à Nes, est un coureur cycliste norvégien, membre de l'équipe BikeExchange.

## Biographie
Amund Grøndahl Jansen naît le 11 février 1994 à Nes en Norvège.
Il entre en 2013 dans l'équipe Plussbank, qui devient Sparebanken Sør l'année suivante. En 2015, il est recruté par l'équipe Joker. En 2016, il remporte sous les couleurs de son pays le contre-la-montre par équipes de la première étape du ZLM Tour puis son classement général ; et avec son équipe Joker Byggtorget, il gagne le Tour de Gironde.
Au mois d'août 2017, il termine deuxième de la Course des raisins.
Sa saison 2022 est perturbée par des douleurs à la jambe droite et au dos dues à une endofibrose iliaque. Pour y remédier, il subit une intervention chirurgicale en fin d'année. Coppel obtient en novembre 2022 un diplôme de directeur sportif délivré par l'UCI.

## Palmarès
- 2011
  - 3e étape du Tour de Basse-Saxe juniors
- 2012
  - 2e du championnat de Norvège du contre-la-montre juniors
  - 4e du championnat d'Europe du contre-la-montre juniors
  - 10e du championnat d'Europe sur route juniors
- 2016
  -  Champion de Norvège sur route espoirs
  - ZLM Tour :
    - Classement général
    - 1re étape (contre-la-montre par équipes)

  - Tour de Gironde :
    - Classement général
    - 2e étape

  - 2e étape du Tour de l'Avenir
  - 2e de la Wanzele Koerse
  - 3e du championnat de Norvège du contre-la-montre espoirs
  - 5e du championnat du monde sur route espoirs
- 2017
  - 2e de la Course des raisins
- 2018
  - 2e de la Gooikse Pijl
- 2019
  -  Champion de Norvège sur route
  - 3e étape du ZLM Tour
  - 2e étape du Tour de France (contre-la-montre par équipes)
  - 2e des Quatre Jours de Dunkerque
  - 2e du ZLM Tour
  - 5e de la RideLondon-Surrey Classic
  - 5e de la Bretagne Classic
- 2024
  - 1re étape du Tour de Slovaquie (contre-la-montre par équipes)

## Résultats sur les grands tours

### Tour de France
5 participations
- 2018 : 139e
- 2019 : 140e, vainqueur de la 2e étape (contre la montre par équipes)
- 2020 : 128e
- 2021 : non-partant (16e étape)
- 2022 : 133e

## Classements mondiaux
| Année                                 | 2016 | 2017 | 2018 | 2019 | 2020  | 2021 | 2022 | 2023 | 2024  |
| ------------------------------------- | ---- | ---- | ---- | ---- | ----- | ---- | ---- | ---- | ----- |
| UCI World Tour                        | nc   | 366e | 171e |      |       |      |      |      |       |
| Classement mondial                    | 234e | 189e | 285e | 83e  | 1287e | 985e | nc   | nc   | 2517e |
| UCI Europe Tour                       | 155e | 74e  | 316e | 69e  | 985e  | 735e | nc   | nc   | nc    |
| UCI Asia Tour                         | 95e  | nc   | 399e |      |       |      |      |      |       |
|                                       |      |      |      |      |       |      |      |      |       |
| Légende : nc = non classéSource : UCI |      |      |      |      |       |      |      |      |       |